# Milengrad
Milengrad (mađarski: Milen vára) je srednjovjekovni grad sagrađen u 13. stoljeću nakon provale Mongola (1242.) na brdu Ivanščica u mjestu Zajezda, koje je danas u sastavu Općine Budinščina u Krapinsko-zagorskoj županiji. Utvrda Milen ili Milengrad je zaštićeno kulturno dobro.

## Povijest
Milengrad je najprije bio u vlasništvu obitelji grofova Cseszneky, zatim obitelji Herković (Herkffy) i kasnije Patačić. Bio je jedan od najvećih zamaka u Hrvatskoj. Većim je dijelom sagrađen na rubu okomite provalije: u tlocrtu je nepravilnog četverokutnog oblika, a utvrdu čine je obodne zidine, dvije kule i palas. Od 1683. godine u povijesnim ispravama spominje se kao "Arx Diruta". Spada u red bolje očuvanih utvrda središnje Hrvatske sa sačuvanim pojedinostima koje stilski pripadaju kasnijoj gotici i ranoj renesansi.

## Zaštita
Pod oznakom Z-3511 zavedena je kao nepokretno kulturno dobro - pojedinačno, pravna statusa zaštićena kulturnog dobra, klasificirano kao "profana graditeljska baština".

## Vanjske poveznice

### Sestrinski projekti
|  | Zajednički poslužitelj ima još gradiva o temi Milengrad |

### Mrežna mjesta
- Službene stranice Općine Budinščina
- Rodoslov obitelji Cseszneky de Milvány et Csesznek
- Rodoslov obitelji Patachich de Zajezda